# تپه چغا شکرالی
تپه چغا شکرالی مربوط به دوره ساسانیان - دوران‌های تاریخی پس از اسلام است و در ایوان، حاشیه جنوبی شهر، کناره رودخانه گنگیر واقع شده و این اثر در تاریخ ۱۷ اسفند ۱۳۸۱ با شمارهٔ ثبت ۷۹۷۰ به‌عنوان یکی از آثار ملی ایران به ثبت رسیده است.